# Feltham
Feltham è un distretto residenziale di Hounslow, municipalità appartenente alla Grande Londra. È una città postale.

## Galleria d'immagini

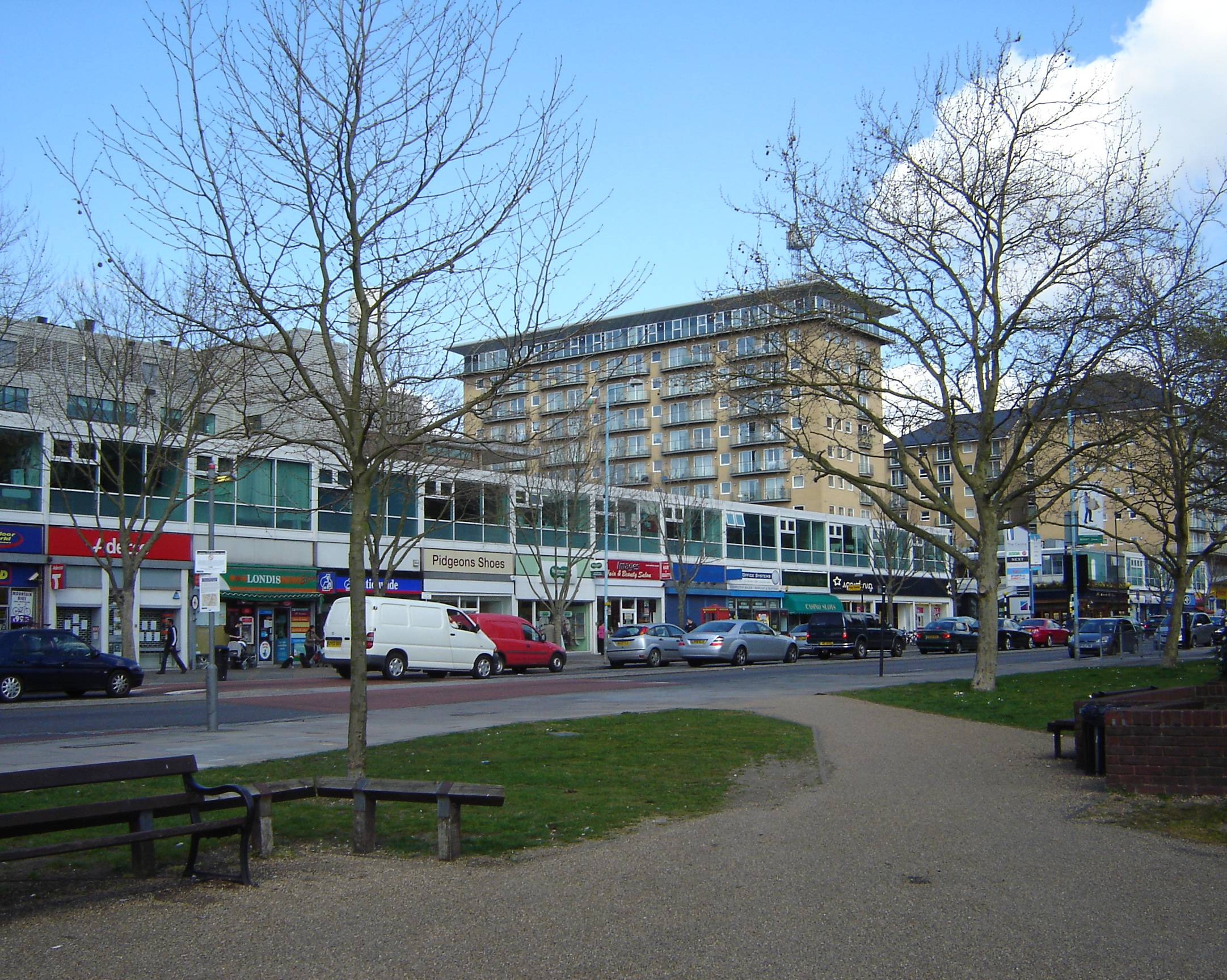
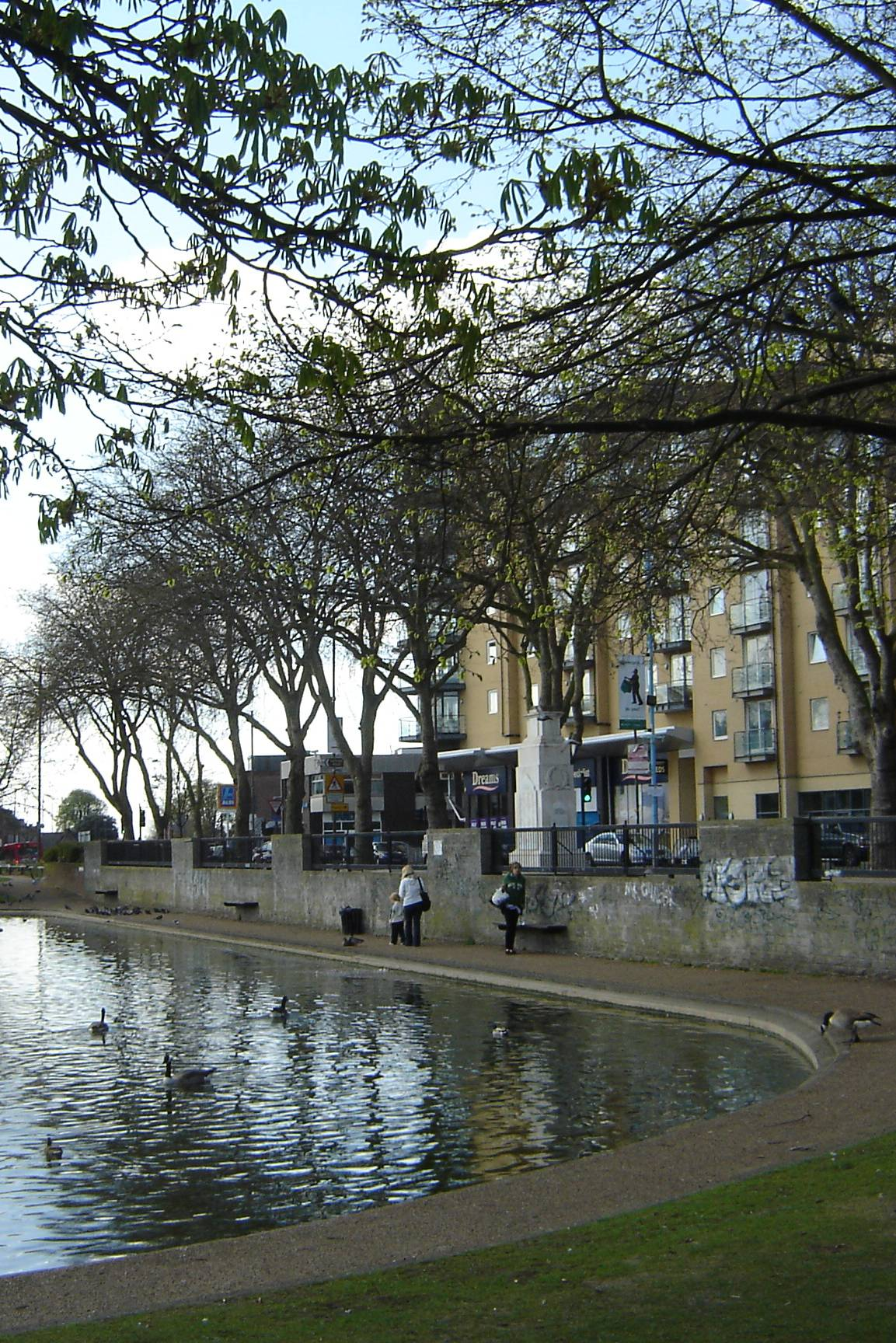
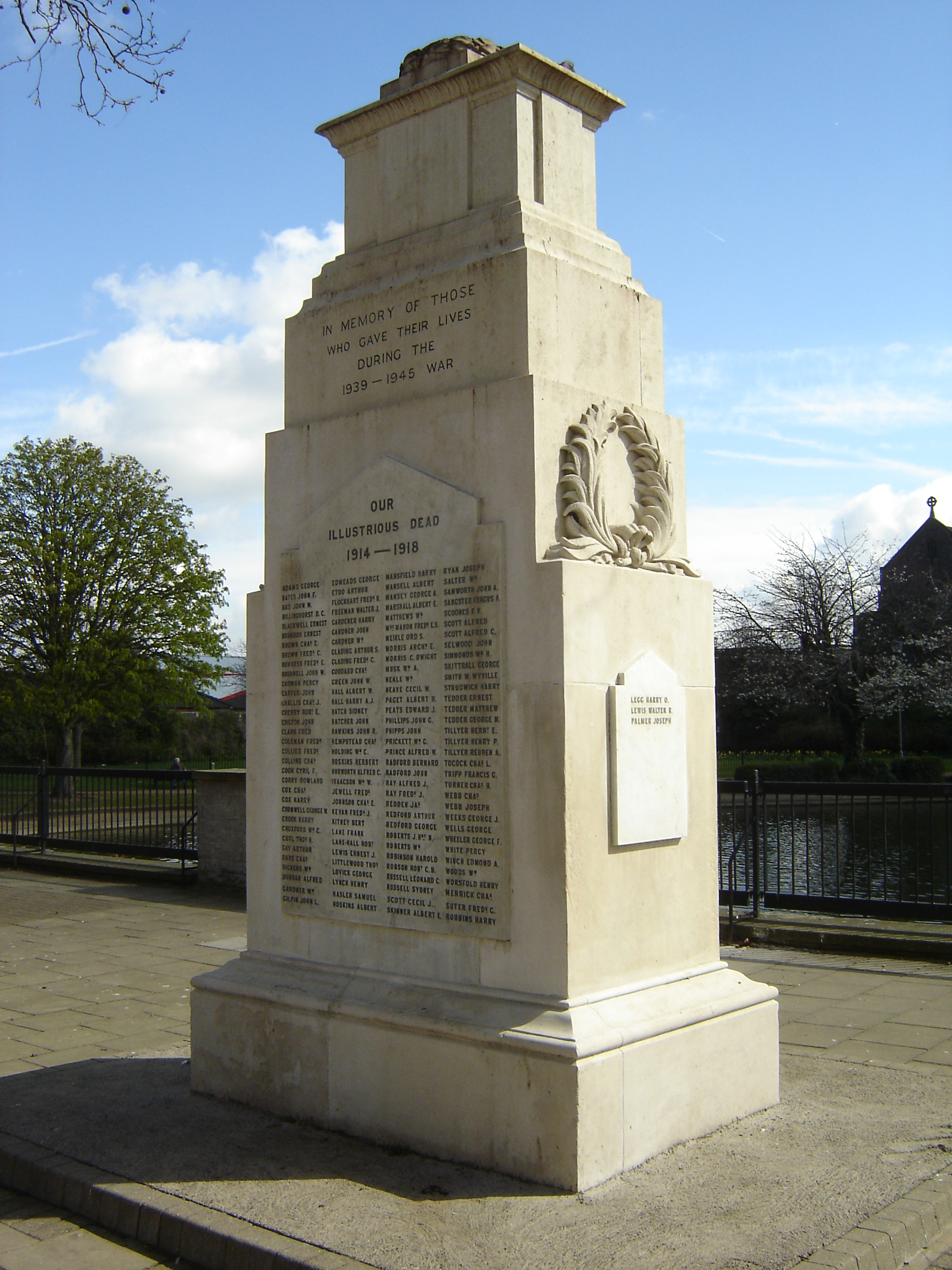
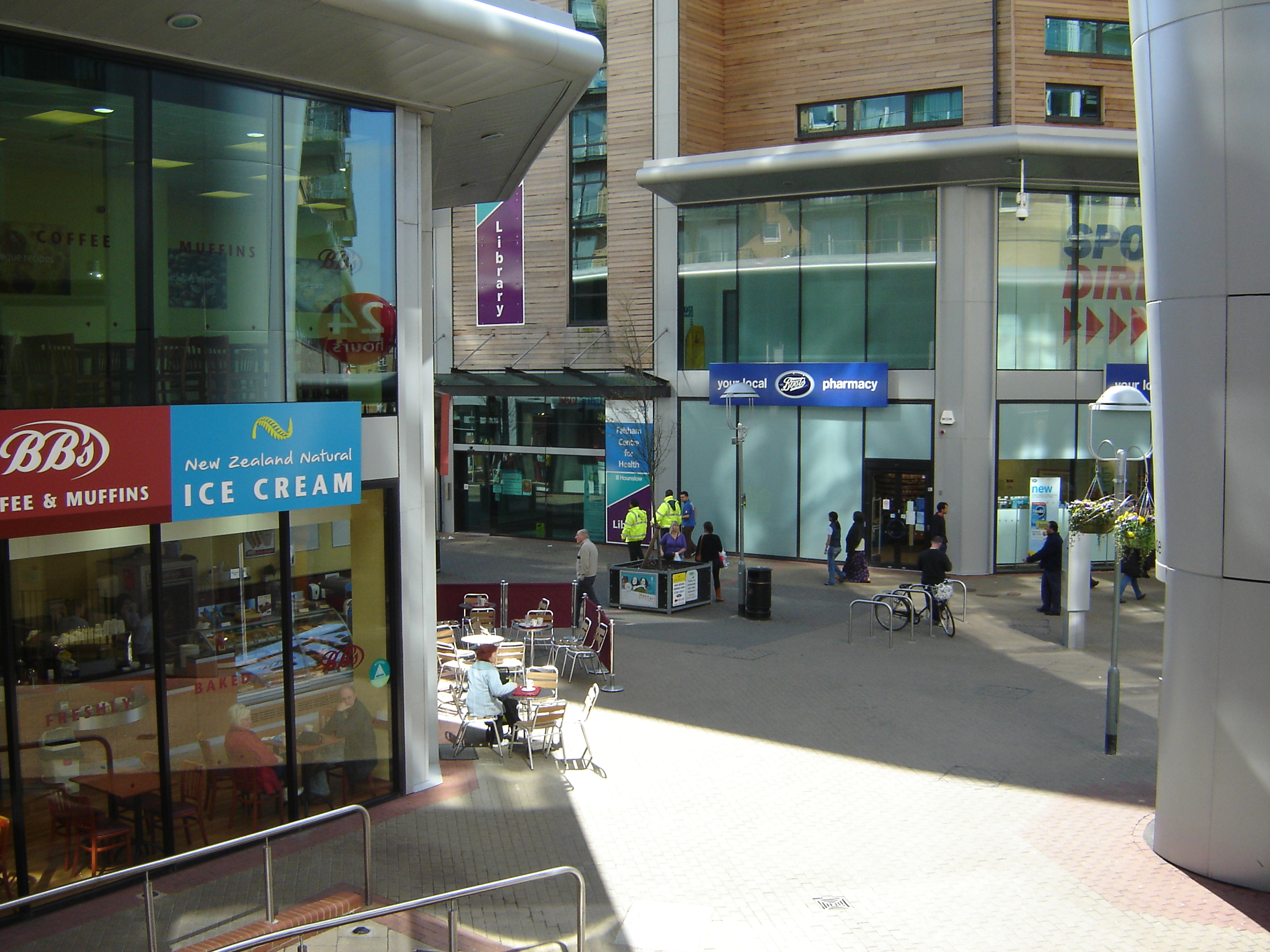